# Betley
Betley es una parroquia civil y un pueblo del distrito de Newcastle-under-Lyme, en el condado de Staffordshire (Inglaterra).

## Geografía
Según la Oficina Nacional de Estadística británica, Betley tiene una superficie de 6,64 km².

## Demografía
Según el censo de 2001, Betley tenía 921 habitantes (48,53% varones, 51,47% mujeres) y una densidad de población de 138,7 hab/km². El 14,98% eran menores de 16 años, el 75,68% tenían entre 16 y 74, y el 9,34% eran mayores de 74. La media de edad era de 45,72 años. Del total de habitantes con 16 o más años, el 17,24% estaban solteros, el 68,71% casados, y el 14,05% divorciados o viudos.
Según su grupo étnico, el 99,35% de los habitantes eran blancos y el 0,65% mestizos. La mayor parte (98,04%) eran originarios del Reino Unido. El resto de países europeos englobaban al 0% de la población, mientras que el 1,96% había nacido en cualquier otro lugar. El cristianismo era profesado por el 83,04% y el judaísmo por el 0,33%, mientras que el 11,63% no eran religiosos y el 5% no marcaron ninguna opción en el censo.
Había 410 hogares con residentes, 17 vacíos, y 3 eran alojamientos vacacionales o segundas residencias.